# Камегамега I
Камегаме́га I (Камеамея I; гав. kamehameha, вимова: [kəmehəˈmɛhə]; 1758 — 8 травня 1819) — перший гавайський король, відомий також як Камегамега Великий, що заснував Гавайське королівство в 1795 році, а в 1810 підкорив і об'єднав всі Гавайські острови. Встановивши партнерські стосунки з основними колоніальними імперіями, Камегамега зберіг незалежність Гаваїв в період свого правління.

## Предки і батьки
Походження дому Камехамеха можна простежити до зведених братів, Каланіопуу і Кеуа. Батьком Каланіопуу був Каланінуі Амамао, а батьком Кеуа був Каланіке Еаумоку, обидва сини Кеавеікекахіалііокамоку. У них була спільна мати, Камакаімоку. Обидва брати служили Алапаінуї, правлячому аліінуї (королю) острова Гаваї, що вбив Каланіке Еаумоку і Каланінуі Амамао, захопивши трон.
Гавайська генеалогія зазначає, що Кеуа, можливо, не був біологічним батьком Камехамехи, а Кахекілі II міг бути його біологічним батьком. Незважаючи на це, походження Камехамехи I від Кеаве залишається незмінним через його матір, Кекуіапоіва II, онуку Кеаве і небогу Алапаінуї. Кеуа визнав його своїм сином, і цей зв'язок визнається офіційними генеалогіями.

## Народження
Традиційний спів меле Кеаки, дружини Алапаінуї, вказує на те, що Камехамеха I народився в місяці ікува (зима) приблизно в листопаді. Кажуть також, що Камехамеха народився під час проходження комети Галея. У гавайській культурі комета вказувала на важливе народження.
Гавайське пророцтво говорило, що ця дитина одного дня об'єднає острови, перемігши всіх нинішніх вождів. Алапаінуї віддав молодого Камехамеха своїй дружині Кеаці та її сестрі Хакау на піклування після того, як правитель дізнався, що хлопчик живий. Самуель Камакау писав: «Це було під час війни між вождями [острова] Гаваїв, яка послідувала за смертю Кеаве, вождя всього острова (Ke-awe-i-kekahi-aliʻi-o-ka -moku), що Камехамеха я народився». Однак його загальне датування було оскаржено . Авраам Форнандер писав: «Коли Камехамеха помер у 1819 році, йому було за вісімдесят років. Таким чином, його народження припадає на період між 1736 і 1740 роками, ймовірно, ближче до першого, ніж до останнього». Вільям Де Вітт Александер вказує дату народження як 1736 рік. Спочатку його звали Пайєа, але він взяв ім'я Камехамеха, що означає «дуже самотній» або «Той, хто залишається на самоті».

## Молоді роки
Дядько Камехамехи Каланіопуу виховував його після смерті Кеуа. Каланіопуу правив Гаваями, як і його дід Кеаве. Мав радників і священників. Коли до правителя дійшла звістка, що вожді планують убити хлопчика, він сказав Камехамеї:
"Моя дитино, я чув таємні скарги вождів і їхнє бурмотіння, що вони візьмуть тебе і вб'ють, можливо, незабаром. Поки я живий, вони бояться, але коли я помру, вони візьмуть тебе і вб'ють. Я раджу тобі повернутися до Кохали». «Я залишив тобі бога, там твоє багатство»

## Боротьба за владу
Після смерті Каланіопуу 1782 року Ківалао зайняв місце свого батька як первісток і правив островом, а Камехамеха отримав чільне релігійне становище як охоронець гавайського бога війни Кукаілімоку. Йому також було надано владу над долиною Вайпіо. Деякі вожді підтримали Камехамеху, і незабаром спалахнула війна, щоб повалити Ківалао.
Після численних битв король був убитий, і посланці послали за останніми двома братами, щоб зустрітися з Камехамехою. Кеуа та Каолейоку прибули на окремих каное. Кеуа підійшов до берега першим, де почалася бійка, і він разом із усіма на борту загинув. Перш ніж те саме могло статися з другим каное, Камехамеха втрутився. Стосунки між двоюрідними братом і сестрою стали напруженими після того, як Камехамеха присвятив себе богам замість того, щоб дозволити Ківалао зробити це. Камехамеха прийняв вірність 5 вождів з Кона — Кєєаумоку Папа'яхіахі (тесть Камехамехи), Кеавеахеулу Калуаапана (дядько Камехамехи), Кекухаупіо (вчитель Камехамехи), Камеямоку і Каманава (дядьки-близнюки).
Коли Камехамеха зміг підняти камінь Наха, його вважали виконавцем пророцтва, що надало йому право оскаржувати владу. Вожді Кеаве Маухілі, Махое Кеоуа відкинули пророцтво Ка Пукахі. Верховні вожді Кауаї підтримували Ківалао навіть після того, як дізналися про пророцтво.
Невдовзі почалося відкрите протистояння з Ківалао. У липні 1782 року Камехамеха та його союзники-вожді завдали поразки ніщивної поразки аліінуї Ківалао у битві при Мокуохай, внаслідок чого було захоплено моку (області) Конохікі, Кохала, Кона та Хамакуа, а сам правитель загинув. Невдовзі було встановлено владу на усіма Гавайями.
Союзниками Камехамехи стали британські та американські торговці, які продавали йому зброю та боєприпаси. Ще одним важливим фактором подальшого успіху Камехамехи була підтримка вождя Кауаї Ка'іани та капітана Вільяма Брауна з британського торгового флоту, що гарантував Камехамесі необмежені постачання пороху з імперії Цін та дав йому формулу пороху: сірку, селітру та деревне вугілля, яких на островах вдосталь.
1790 року британський капітан і торгівець хутром Саймон Меткалф на кораблі «Елеонора» вступив у суперечку з вождем Камєєямоку, тестем Камехамехи, в помсту за що невдовзі наказав вбити понад 100 гавайців селища Оловалу. У відповідь Камєєямоку хитрість захопив корабель «Справедлива Америка», де капітаном був Томас Гамфрі, син Саймано Меткалфа. Усі британців, окрім Ісаака Девіса і Джона Янгуа було вбито. Останній взяв до себе Камехамеха, оженив їх на гавайках, надав статус вождів та зробив своїми радниками.

## Завоювання

Завоювання Гавайських островів Камехамехою

У 1790 році, коли Кахекілі II, алії (володар) Мауї перебував на Оаху, армія Камехамехи вдерлася на острів. Використовуючи гармати з корабля «Справедлива Америка», вони розгромили у битві при Кепанівай супротивника на чолі із Каланікупуле, сином Кахекілі II. Відсутністю правителя вирішив скористатися Кеоуа Куахуула, вождь Кау та Пуна, почавши набіги на західне узбережжя Гаваїв. Невдовзі він також захопив Хіло, скинувши свого дядька Кеавемаухілі. Коли Камехамеха повернувся, Кеоуа втік до вулкана Кілауеа, де багато його вояків загинули від отруйного газу, що викидався з вулкана. Наступного року Камехамеха запросив Кеоуа на перемовини, під час яких того було вбито. Внаслідок цього на острові вже не залишилося тих, хто міг оскаржувати владу Камехамехи.
В свою чергу таке протистояння використав Кахекілі II, що у 1791 році за підтримки свого брата Каєокулані, алії Кауаї, відвоював Мауї, а також придбав гармати. У квітні або травні 1791 року Кахекілі II спробував захопити острів Гаваї, але зазнав поразки в морській битві біля Кепувахаулаула поблизу Вайпіо.
У 1793 році капітан Джордж Ванкувер відплив із Британії та подарував прапор Союзу Камехамесі, внасліокдо чого Юніон Джек неофіційно майорів як прапор Гаваїв до 1816 року, у тому числі протягом короткого періоду британського правління після того, як Камехамеха поступився Гаваями Ванкуверу в 1794 році.
1795 року Камехамеха вирішив втрутитися у боротьбу за владу, що почалася на островах Мауї і Оаха після смерті Кахекілі II й на Кауаї після смерті Каеокулані у 1794 році. Влітку Камехамеха на чолі 960 військових каное та 10 тис. вояків рушив до Мауї, де у битві при Кавелі завдав поразки військам алії Каланікупуле, після чого захопив Мауї та Молокаї. За цим висадився на острові Оаха у Вайалае та Вайкікі. Проте один з його командирів Каяна, перейшов на бік Каланікупуле, якому допоміг облаштувати пастку біля гірського хребта Ну'уану Палі. Тут війська Камехамехи потрапили під шквальний вогонь гармат. Але він 2 кращих загону своїх вояків, що змогли обійти суперника ззаду та зненацька атакувати артилеристів Каланікупуле. Втративши гармати, війська Каланікупуле зайшли в безладдя та були загнані в кут військами Камехамехи. Відбулася запекла битва біля Нууану, в якій війська Камехамехи, використовуючи традиційні гавайські списи, мушкети та гармати, знищили більшу частину військ Каланікупуле. Зрадник Каяна загинув під час бою, а Каланікупуле пізніше було захоплено у полон і принесено у жертву Кукаілімоку.
Таким чином Камехамеха завоював усі головні острови, крім Кауаї. Навесні 1796 року він рушив на підкорення цього острова, але втратив багато каное через сильні вітри та бурхливе море в протоці Каєє Вахо. Він повернувся на Гаваї, щоб придушити повстання Намакехи, брата Каяни, в Хіло, і правив з Гаваїв протягом наступних шести років, зміцнюючи свої завоювання та готуючись до другого вторгнення на Кауаї. В цей час було побудовано 800 пелелеу (двокорпусних військових каное) разом із західними шхунами, накопичив велику кількість гармат та боєприпасів. 1892 року перебрався з військом і флотом на Мауї, наприкінці 1803 року прибув на Оаху, звідки було зручно атакувати Кауаї. Перебуваючи на Оаху, значна частина його війська загинула під час епідемії майокуу, яку вважали холерою або бубонною чумою. Камехамеха I захворів, але вижив. Друге вторгнення на Кауаї було відкладено.
У квітні 1810 року за посередництва верховного жерця Калайкуахулу було домовлено з Каумуалії, алії Кауаї, про визнання зверхності Камехамехи I, що таким чином об'єднав усі Гавайські острови. Втім невдовзі Камехамеха наказав отруїти Каумуалії, але того врятував Ісаак Девіс.

## Реформи
Камехамеха вжив заходів для забезпечення єдиного королівства островів після його смерті. Він уніфікував правову систему. 1797 року видав закон про зламане весло, що основою гавайського права. Згідного йому кожній літній людині та дитині гарантувалася безпека. Він використовував зібрані податки для сприяння торгівлі з Європою та США.
Для своєї першої королівської резиденції новий король побудував першу споруду в західному стилі на Гавайських островах, відому як «Цегляний палац». Це місце стало резиденцією уряду Гавайського королівства до 1845 року. Король доручив побудувати будівлю в Кеаваїкі-Пойнт в Лахайні, Мауї. Двоє колишніх засуджених з австралійської виправної колонії Ботані Бей побудували будинок. Його було розпочато в 1798 році і завершено через 4 роки в 1802 році. Будинок був призначений для Каахуману, але вона відмовилася жити в будівлі та проживала замість цього в сусідньому будинку в традиційному гавайському стилі.
При цьому зберігав вірність гавайським віруванням. Камехамеха сказав Джорджу Ванкуверу, що боги, яким він поклоняється, були його богами з маною, і що через цих богів Камехамеха став верховним правителем усіх островів. Тому було відмовлено у прибутті до королівства англіканських місіонерів.

## Останні роки
Десь після 1812 року Камехамеха повернувся з Оаху та провів останні роки свого життя в Камакахону у Кайлуа-Коні.
В 1815 році на Гаваїі прибув представник «Російсько-американської компанії» Георг Шеффер. Його метою було втертися в довіру до Камехамехи І та отримати дозвіл на заснування на островах російського поселення. Проте володар запідозрив, що перед ним розвідник, який вишукує слабкі місця в обороні його королівства для майбутнього загарбання Гаваїв росіянами. Тоді Шефер вирушив до острова Кауаї, яким правив васал Камехамехи І Каумуалії. Каумуалії був ображений на володаря, який свого часу вбив його батька, і шукав союзників, яким б допомогли йому помститися. Тож дозволи росіянам заснувати поселення у своїх володіннях і вже невдовзі визнав їхню владу.
Камехамеха I змушений був вжити заходів і за допомогою американських підприємців ліквідував російську колонію. Переселенців, що встигли до неї прибути, посадили на їхній же корабель та відправили додому.
Помер Камехамеха I 8 або 14 травня 1819 року, його тіло було сховано його довіреними друзями, Хоапілі та Хоолулу, за давнім звичаєм хунакеле («ховати таємно») у прихованому місці через його ману. Місце його останнього спочинку залишається невідомим. Трон посів син Ліхоліхо, що став відомий як Камехамеха II.

## Родина
Камехамеха І мав багато дружин. Точна кількість є предметом дискусій, оскільки документи, що фіксували імена його дружин, були знищені. Хірам Бінгем I перераховує 21 дружину, але попередні дослідження Мері Кавени Пукуї нарахували 26. Згідно праці «Діти Камехамехи сьогодні» було 30 дружин: 18, які мали дітей, і 12, які не мали. Загальна кількість дітей дорівнювалася 35 — 17 синів і 18 доньок.
Кеопуолані була найвищою аліі свого часу і матір'ю його синів Ліхоліхо та Кауікеаулі. Каахуману була його фавориткою.